# ماكا ماري
ماكا ماري (27 مارس 1989 بلو هافر في فرنسا - ) (بالفرنسية: Maka Mary)‏ هو لاعب كرة قدم فرنسي ومالي في مركز الدفاع. لعب مع نادي باستيا ونادي لوهافر ونادي لوهافر الرياضي ‏.

## روابط خارجية
- ماكا ماري على موقع قاعدة بيانات كرة القدم.إي يو (الإنجليزية)
- ماكا ماري على موقع Soccerway.com (الإنجليزية)
- ماكا ماري على موقع AS.com (الإسبانية)